# Lago Radipole

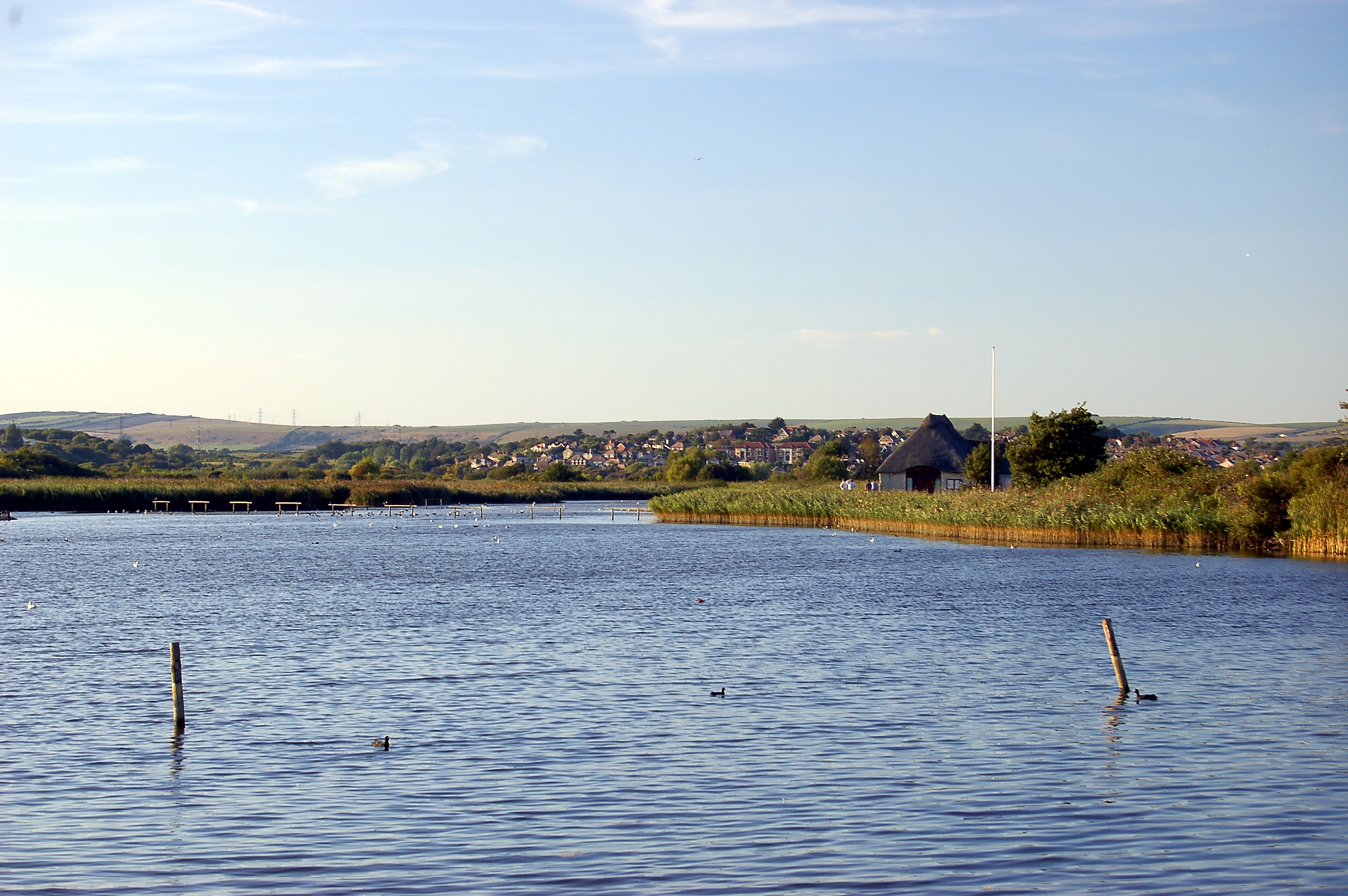
Vista del lago desde un puente sobre la ruta A353.

El lago Radipole es un lago atravesado por el río Wey, actualmente ubicado en la ciudad costera de Weymouth, en Dorset, Inglaterra, y alguna vez situado en el antiguo pueblo y parroquia de Radipole. A lo largo de la orilla occidental del lago y entre Radipole y el centro de Weymouth se encuentra el suburbio moderno de Southill. El lago constituye una reserva natural administrada por la Sociedad Real para la Protección de las Aves, debido a que es un importante hábitat para diversas especies de aves. A través del curso del río Wey, las aguas del lago desembocan en el puerto de Weymouth.